# Flowerpot Island

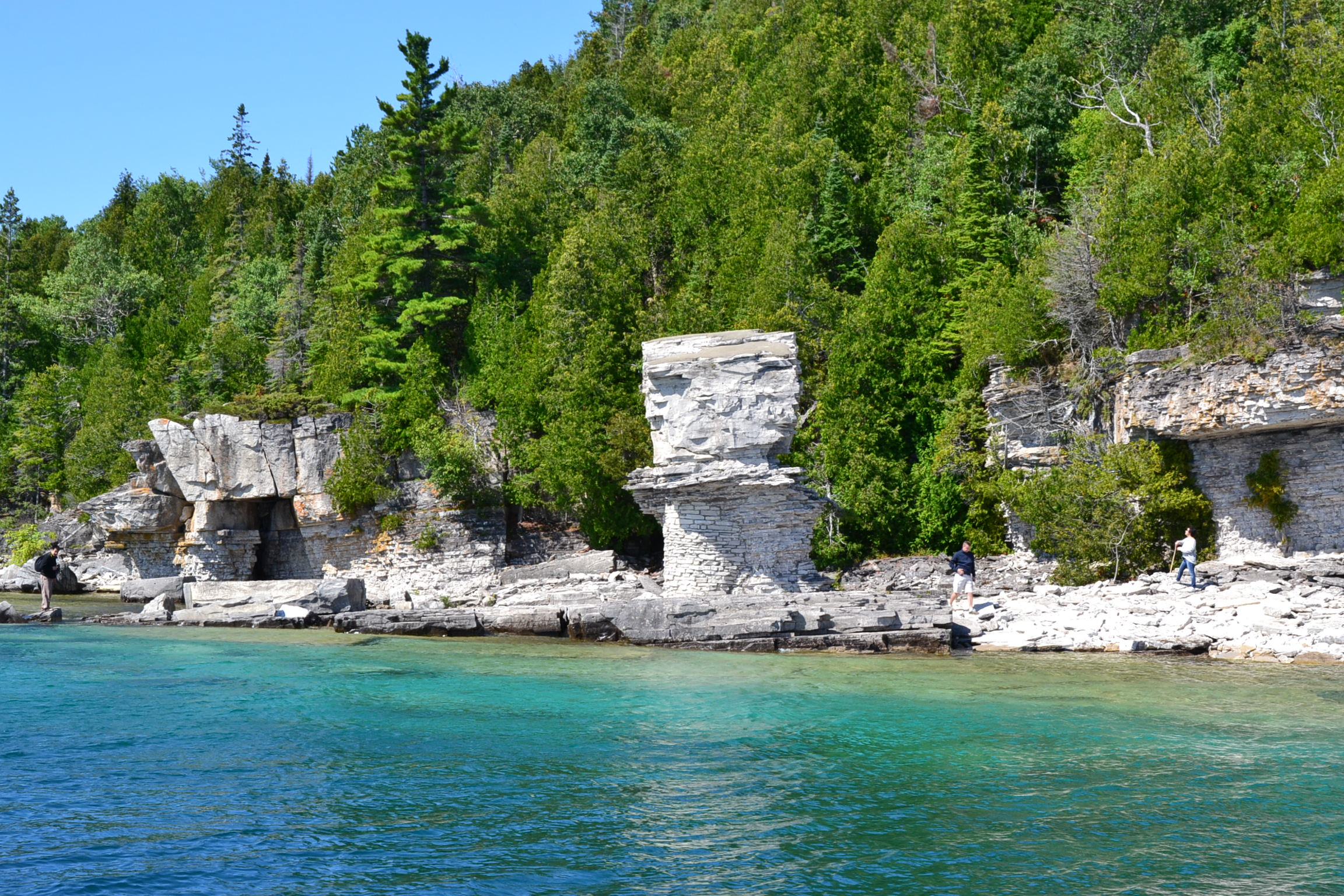
Flowerpot Island od strony jeziora

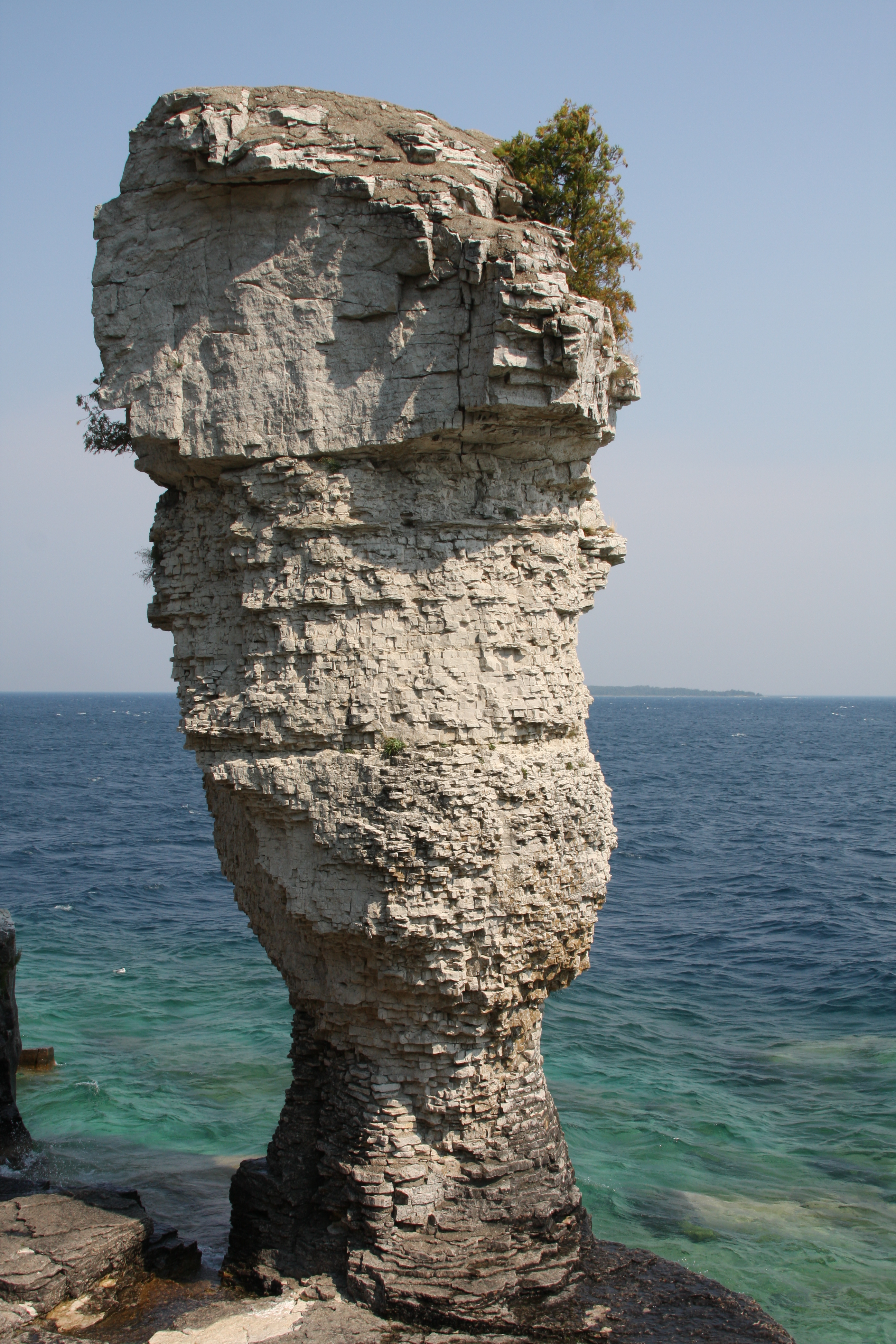
Duży Flowerpot – widoczna struktura budujących go skał

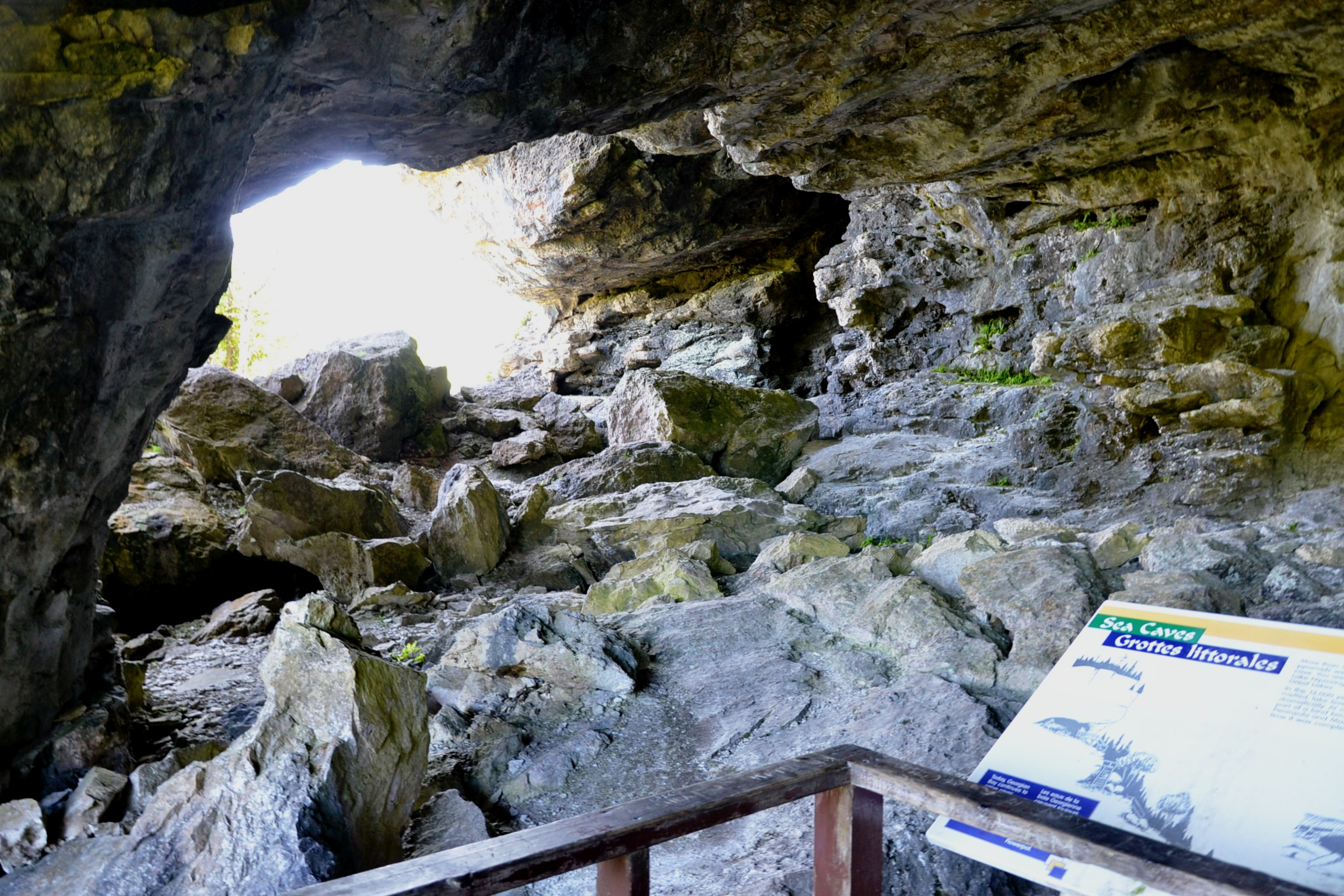
Jedna z jaskiń na wyspie

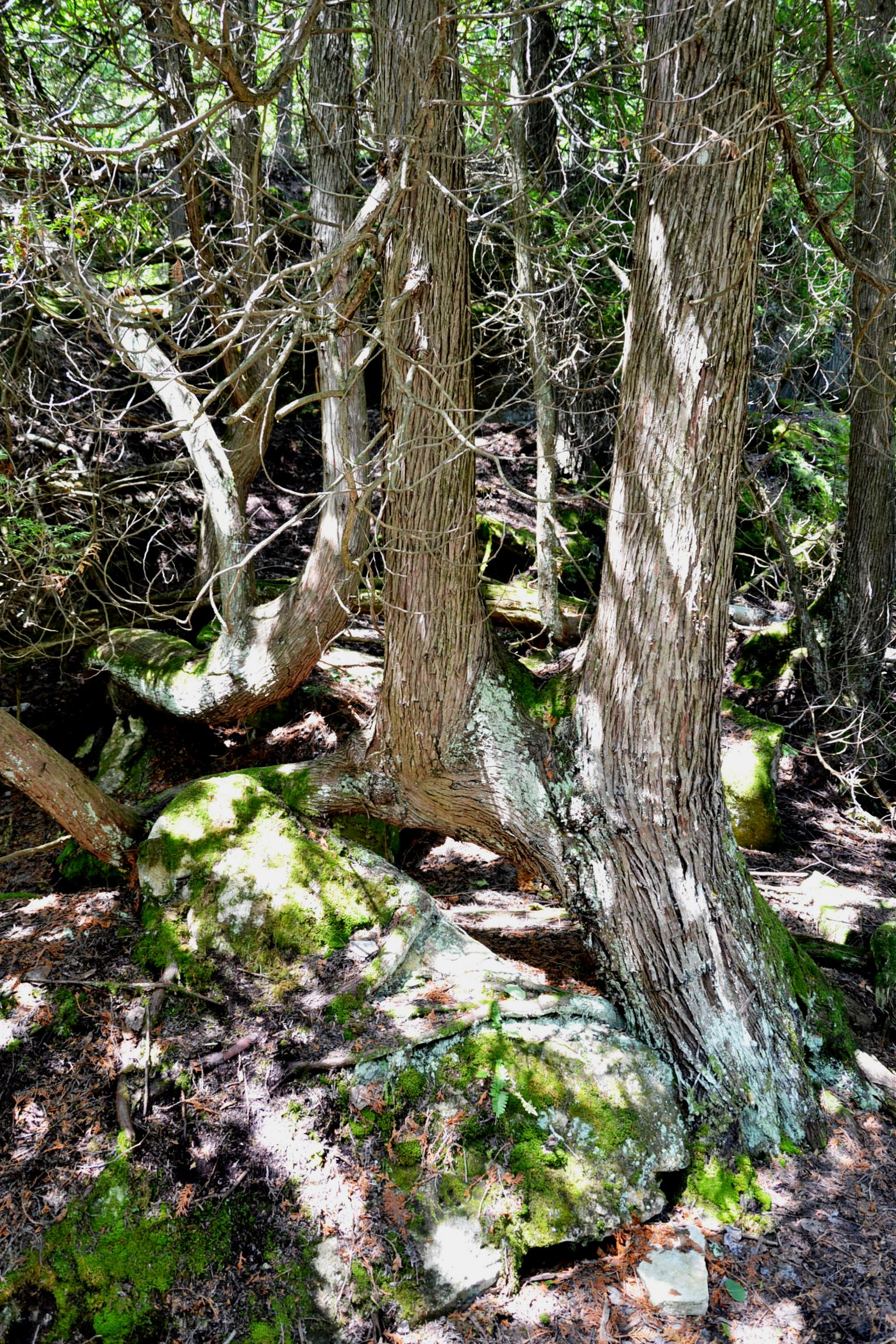
Flowerpot Island - stary las na wyspie

Flowerpot Island (fr. L’île Flowerpot) – niewielka wyspa na Zatoce Georgian jeziora Huron w prowincji Ontario w Kanadzie.

## Położenie
Wyspa leży w odległości ok. 6,5 km od miejscowości Tobermory i ok. 4 km na północ od przylądka Burnt Point, wyznaczającego najbardziej na północ wysunięty punkt Półwyspu Bruce’a. Wchodzi w skład Morskiego Parku Narodowego Fathom Five.

## Geologia, geomorfologia
Wyspa stanowi fragment wielkiej Kuesty Niagary, zapadającej się w tym rejonie w większości w wody Huronu. Zbudowana jest z masywnych warstw dolomitów i łupków, które powstały jako osady na dnie płytkiego, tropikalnego morza z górą 400 milionów lat temu. Ma kształt zbliżony do trójkąta o wyraźnie zaokrąglonych rogach i bokach. Rozciągłość wyspy ze wschodu na zachód wynosi 2,1 km, a z północy na południe 1,5 km. Powierzchnia – 1,98 km² (490 akrów). Linia brzegowa, o długości ok. 6,5 km, słabo rozwinięta. Brzegi w większości w formie skalistych urwisk o wysokości od kilku do kilkunastu metrów, częściowo z wąskim pasem skalistej plaży u ich podnóży.
Najwyższym punktem wyspy jest wzniesienie w jej części północno-wschodniej, zwane Castle Bluff (fr. Rocher de Château; 231 m n.p.m.), sięgające 55 m powyżej lustra wody w Georgian Bay. To na jego najbardziej na północ wysuniętym filarze, opadającym ku wodom zatoki, wzniesiona została w 1897 r. latarnia „morska”. Jedynie południowo-zachodnia część wybrzeża jest bardziej płaska.
Powierzchnia wyspy jest pagórkowata, urozmaicona licznymi rozpadlinami i wąwozikami, w części południowo-zachodniej bardziej płaska i podmokła. Znajduje się tam niewielki, bagnisty staw. W strefach przybrzeżnych wyspy istnieje szereg jaskiń i mniejszych schronisk podskalnych. Największe z nich znajdują się wysoko ponad lustrem wody. Wymyły je po ustąpieniu ostatniej fazy zlodowacenia fale dawnego Jeziora Algonkińskiego – przodka obecnych Wielkich Jezior, którego poziom wód znajdował się znacznie wyżej, niż obecny.

## Nazwa
W efekcie specyficznych form erozji skał budujących wyspę, w jej strefie brzegowej powstają kolumny skalne odizolowane od klifu, które następnie na skutek dalszego działania wody i wiatru przybierają formy smukłych doniczek (lub raczej wazonów na kwiaty; ang. flowerpot) o podstawie mniejszej niż część szczytowa. Na południowo-wschodnim brzegu wyspy wznoszą się dwie takie maczugi skalne (w czasach historycznych była jeszcze trzecia, ale padła w 1903 r. pod naporem fal). „Duży” flowerpot ma 12-13 metrów wysokości, „Mały” jest wyraźnie niższy – liczy ok. 7 metrów.
Wspomniane formacje skalne przyniosły nazwę wyspie. Najstarszy rysunek przedstawiający wyspę wraz z jej flowerpot-ami jest dziełem rysownika Emeryka E. Vidala, uczestnika ekspedycji pod dowództwem Williama F. Owena, która w służbie korony brytyjskiej kartowała w 1815 r. zatokę Georgian.

## Flora
Wyspa prawie w całości porośnięta jest lasem. Wśród drzew dominuje żywotnik zachodni, towarzyszą mu choina kanadyjska, świerk czarny, sosna wejmutka, brzoza papierowa, modrzew amerykański, jodła balsamiczna, topola osikowa. Spotykany jest cis kanadyjski czy naturalizowany z Europy jarząb pospolity. Rośnie tu większość spośród 43 gatunków storczykowatych, występujących na sąsiednim Półwyspie Bruce’a. Do szczególnie interesujących należą obuwik królewski (Cypripedium reginae), sięgająca tu z zachodniego wybrzeża Ameryki Piperia unalascensis czy podkolan Platanthera flava. Występuje tu także bezzieleniowa korzeniówka Monotropa uniflora, znana jako „indiańska fajka” (ang. Indian-pipe), czerwona lilia filadelfijska (Lilium philadelphicum), czerniec biały (Actea spicata), czerniec czerwony (Actea rubra) czy pospolity na całej półkuli północnej bodziszek cuchnący (Geranium robertianum).

## Fauna
Ze względu na niewielkie rozmiary wyspy i stosunkowo dużą odległość od stałego lądu jej fauna jest dość specyficzna. Brak tu dużych ssaków, typowych dla tej części Kanady: łosia, baribala czy wilka, a nawet wielu mniejszych drapieżników. Bogata jest awifauna. Spośród gadów brak tu występującego na Półwyspie Bruce’a grzechotnika Sistrurus catenatus (ang. Massasauga rattlesnake), natomiast pospolicie występuje tu m.in. wąż z podrodziny zaskrońców – pończosznik prążkowany (ang. garter snake), który nie ma tu praktycznie wrogów.

## Historia ochrona przyrody wyspy
Wyjątkowe osobliwości przyrodnicze wyspy przyczyniły się stosunkowo wcześnie do objęcia jej ochroną. Wykupiona za 165 dolarów, już w 1930 r. znalazła się w granicach Georgian Bay Islands National Park. Od chwili powołania w 1987 r. Parku Narodowego Fathom Five wyspa wchodzi w jego skład jako jedna z głównych atrakcji.

## Latarnia „morska”

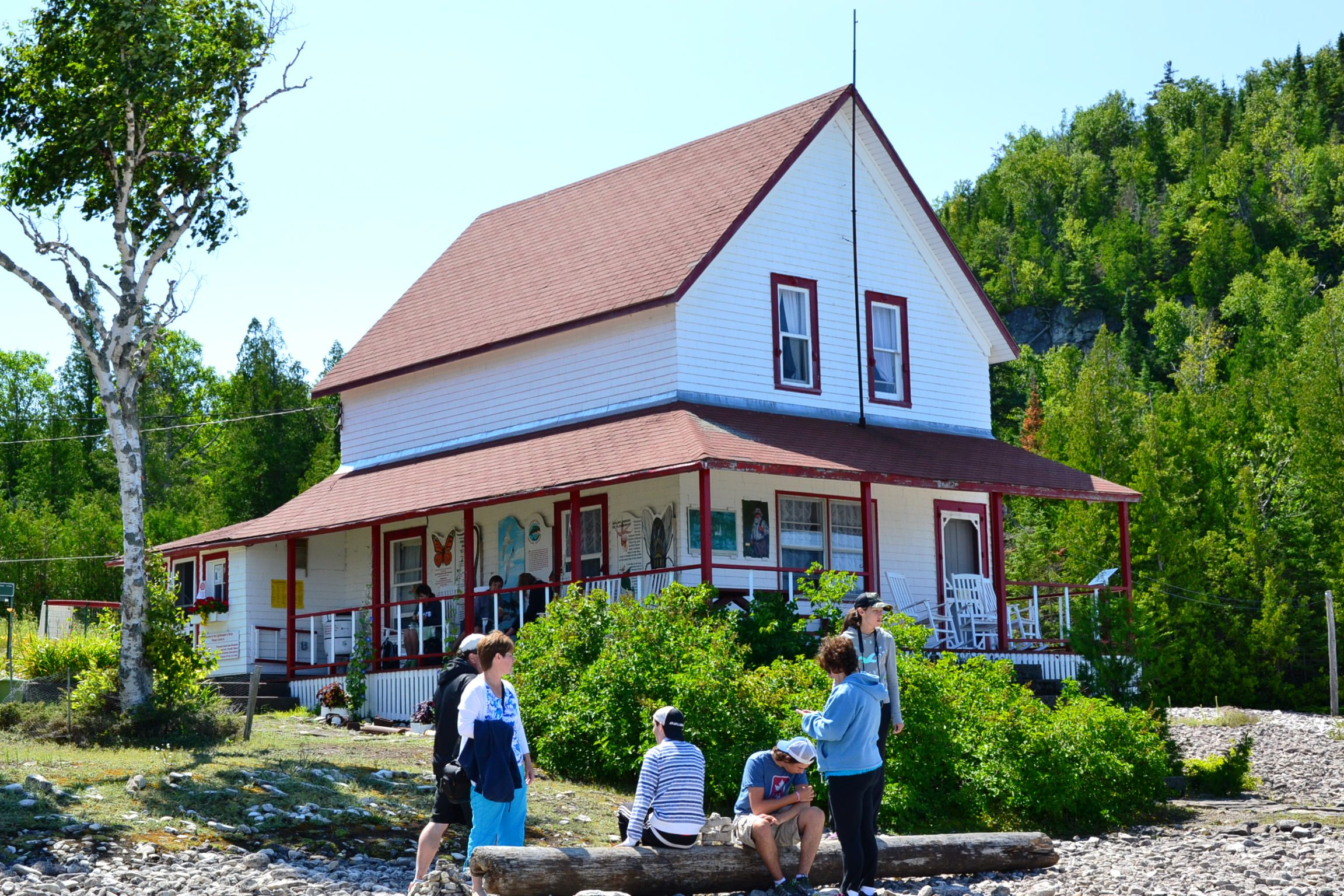
Dom latarnika

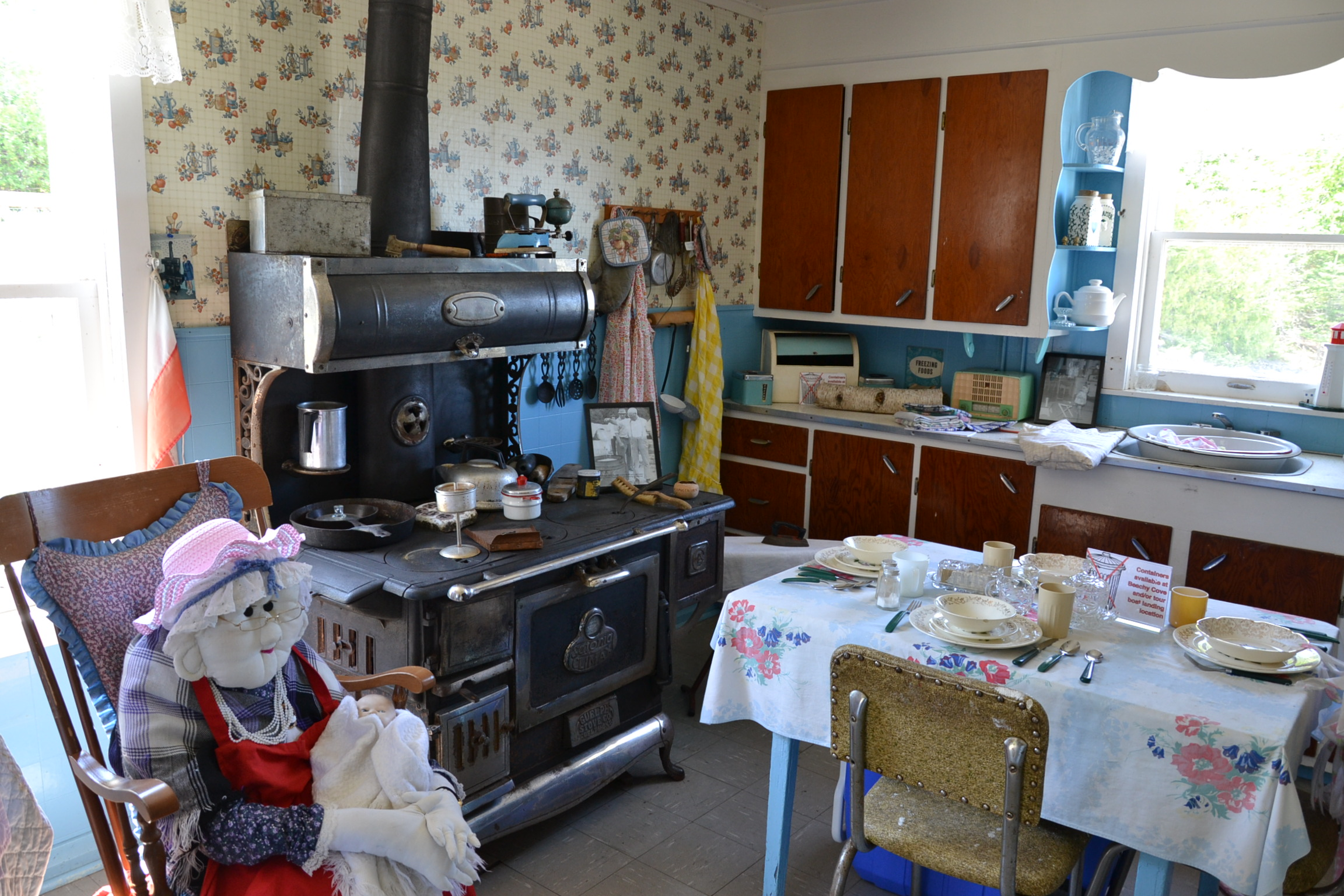
Dom latarnika - kuchnia

Latarnia umieszczona została na skalnym cyplu wzniesienia Castle Bluff w 1897 r., w okresie gwałtownego rozwoju żeglugi na jeziorze. Jej światło wyznaczało główny tor wodny wśród wysp „Archipelagu Tobermory”. Latarnia nigdy nie miała tradycyjnej formy okrągłej lub wielobocznej wieży, jakich wiele znajduje się do dziś na brzegach Huronu. Światło zainstalowane było w wieżyczce na szczycie niewielkiego, czworokątnego, drewnianego budynku, który wzniesiono kosztem 1137 ówczesnych dolarów. Białe światło, usytuowane na wysokości 33 metrów (88 stóp) nad poziomem wody widoczne było z odległości 14 mil (ok. 22,5 km). Pierwszym latarnikiem został Donald Smith, z pensją 300 dolarów za sezon (w okresie zimowym, gdy jezioro skuwał lód, latarnia nie funkcjonowała).
W 1909 r. obok latarni kosztem 4410 dolarów wybudowano podobny budynek, w którym zainstalowana była syrena mgłowa. Zastąpiła ona stosowane wcześniej, znacznie słabiej słyszalne, dzwony i rogi sygnałowe.
W 1968 r. wybudowana została nowa latarnia na stalowej konstrukcji. Obydwa stare budynki zostały spalone, a ich szczątki zrzucone z klifu w 1969 r. Na miejscu, w którym stał dawny budynek syreny mgłowej, znajduje się obecnie podest widokowy.
Drewniany, piętrowy dom mieszkalny latarnika znajduje się niespełna 200 m od latarni, na zachód od niej, nad płytką zatoczką z kamienistą plażą. Został wzniesiony w 1901 r. (koszt: 1.397 dolarów) na działce, zakupionej rok wcześniej od Departamentu ds. Indian (ang. Department of Indian Affairs). W 1959 r. wzniesiono sąsiedni obiekt, parterowy, przeznaczony dla pomocnika latarnika, który przedtem mieszkał w budynku latarni, a w 1963 – hangar dla łodzi, mieszczący też warsztat. Najsłynniejszym z tutejszych latarników był William Spears, który wraz z żoną i ósemką dzieci mieszkał tu w latach 1912-1937. Zaś najdłużej (32 lata, od 1950 do 1982 r.) pracował tu Audrey Coultis. Obaj pełnili swe funkcje aż do śmierci. Ostatni latarnik opuścił wyspę w 1987 r.

## Turystyka

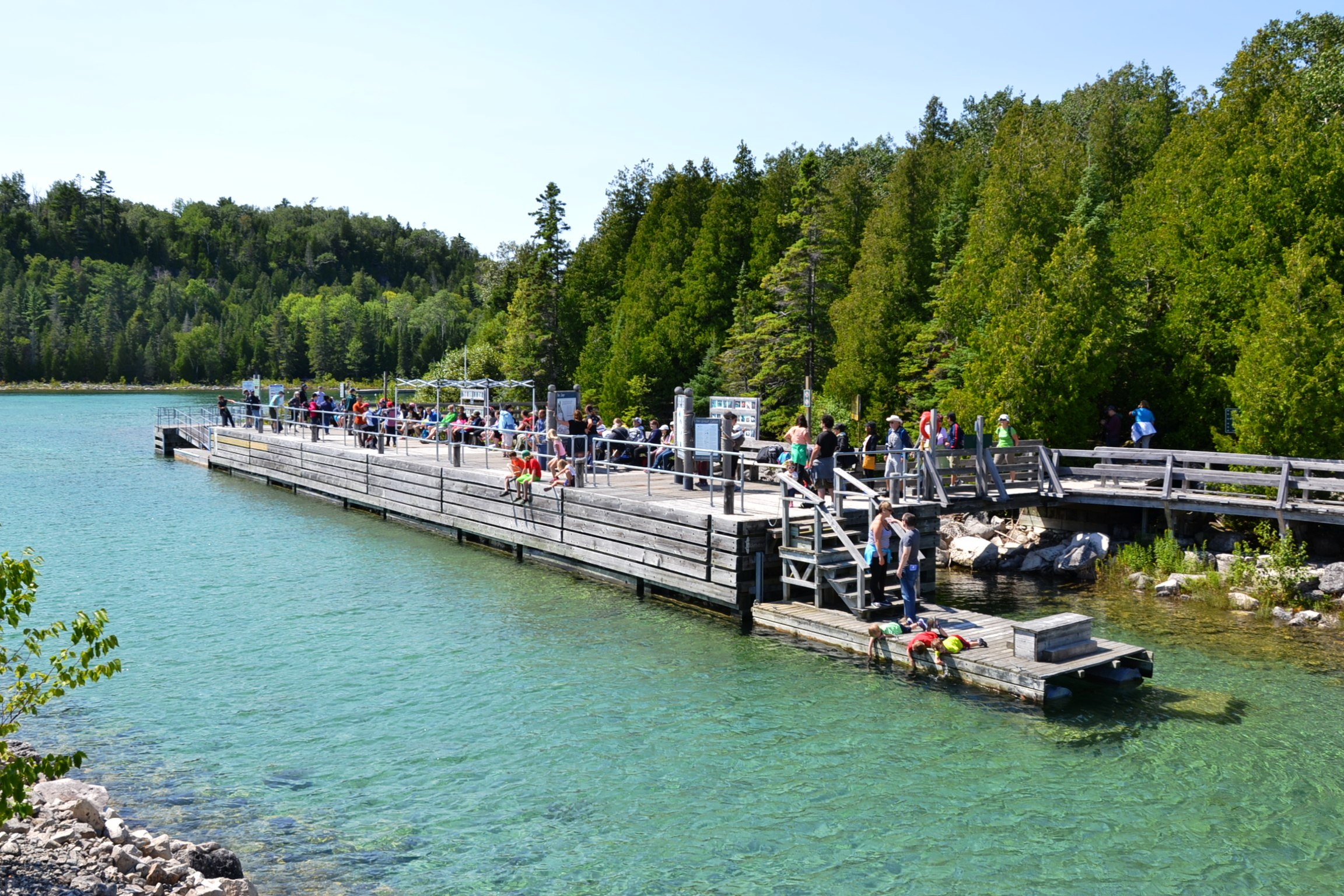
Flowerpot Island - przystań

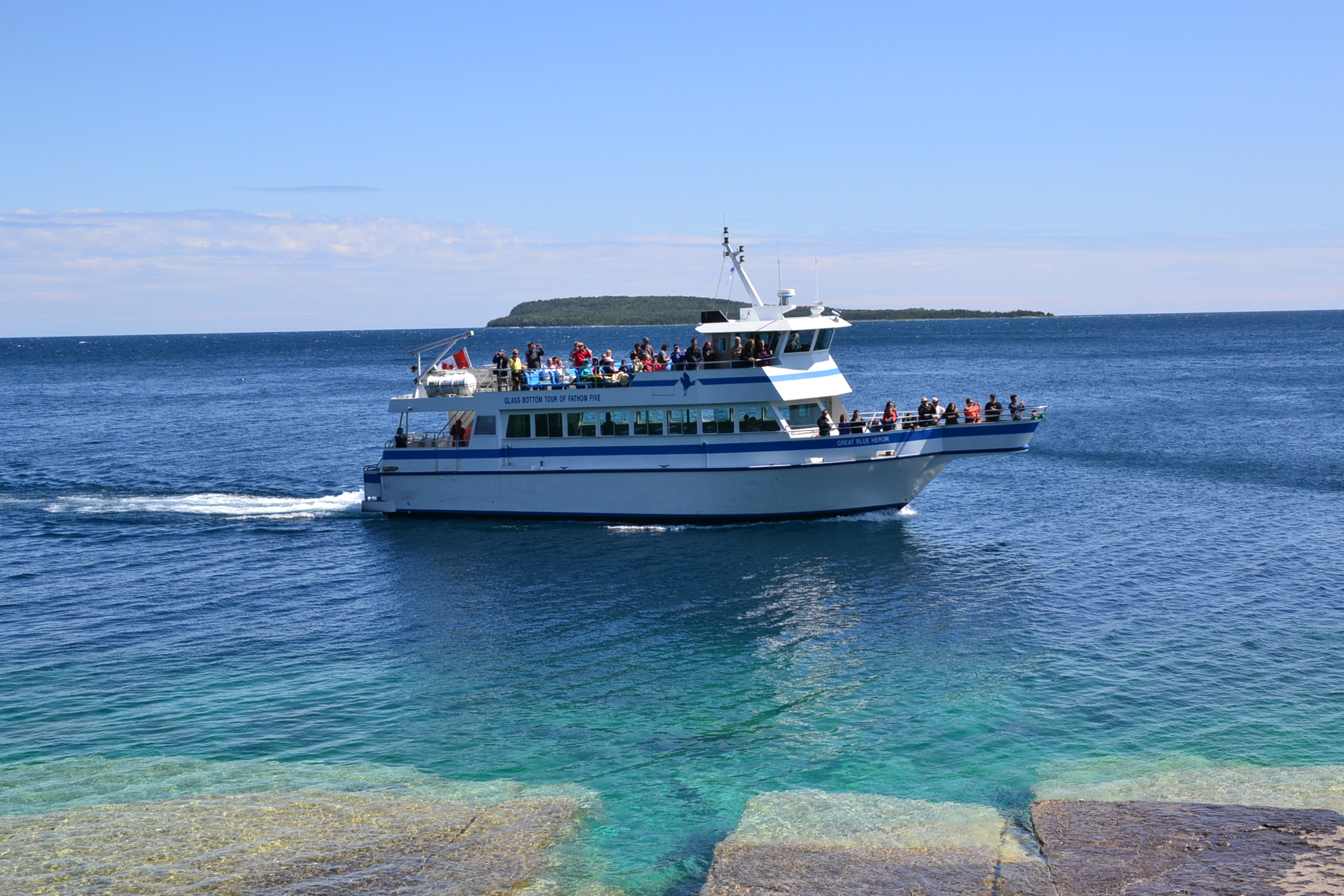
Statek turystyczny u brzegów Flowerpot Island

Wyspa jest dostępna dla turystów dysponujących własnymi jednostkami pływającymi lub korzystających z usług przewoźników, najczęściej z pobliskiego Tobermory (np. „Bruce Anchor Cruises”, „Blue Heron Cruises”). Przystań z wygodnym molo, odgrodzona od pełnej wody kamiennym falochronem, znajduje się w niewielkiej zatoczce na południowo-wschodnim brzegu wyspy.
Flowerpot Island jest jedyną wyspą na terenie Parku Narodowego Fathom Five na której wytyczono szlaki turystyczne oraz zorganizowano oficjalne pole biwakowe. Blisko 4 km szlaków turystycznych, przy których ustawiono szereg paneli z informacjami krajoznawczymi, pozwalają zapoznać się z głównymi atrakcjami turystycznymi wyspy: flowerpot-ami, jaskiniami oraz latarnią „morską” i domem latarnika. Tym ostatnim obiektem od 1996 r. opiekują się woluntariusze z organizacji Friends of Fathom Five Park, którzy co roku przyjmują tu do 10 tys. zwiedzających. W niewielkim, piętrowym budynku, we wnętrzach „z epoki”, znajduje się niezwykle interesująca ekspozycja poświęcona życiu i pracy tutejszych latarników.
Pole biwakowe, położone w pobliżu przystani, jest bardzo skromne: liczy 6 drewnianych podestów, każdy maksymalnie na dwa namioty, tj. 6 osób. Nie ma tu żadnych innych udogodnień z wyjątkiem suchych toalet. Wszystkie produkty (łącznie z wodą do picia) trzeba przywieźć ze sobą, wszystkie odpadki zabrać z powrotem na stały ląd. Noclegi należy rezerwować wcześniej przez internet na stronie Parku – nikt, poza osobami z potwierdzeniem takich noclegów, wpisanych do książki na przystani, nie ma prawa pozostać na noc na wyspie.